# Crepuscolarismo
Der Crepuscolarismo ist eine literarische Strömung, die in Italien zu Beginn des 20. Jahrhunderts entstand.

## Herkunft des Begriffs
Unter dem Titel Poesia crepuscolare (deutsch: Dämmerdichtung) erschien am 1. September 1910 in der Turiner Tageszeitung La Stampa eine Rezension des Kritikers Giuseppe Antonio Borgese zu Gedichten von Marino Moretti, Fausto Maria Martini und Carlo Chiaves. Die hierin erstmals zur Kennzeichnung einer Literaturströmung verwandte Metapher der Dämmerung (italienisch: crepuscolo) spielte dabei auf den Zustand des Erlöschens an, d. h. auf einen zarten, gedämpften Tonfall, der in den besprochenen Gedichten überwog – Borgese hielt den genannten Dämmerungsdichtern vor, sie brächten außer einer vagen Melancholie keine besonderen Gefühle zum Ausdruck und hätten im Grunde gar nichts zu sagen. In der Folge ging der Begriff crepuscolare in die Literaturkritik und Literaturgeschichte ein, um eine Gruppe junger Lyriker zu bezeichnen, die zwar keine programmatische Schule bildeten, in ihrer stilistischen und thematischen Ausrichtung aber stark übereinstimmten und vor allem eines gemeinsam hatten, nämlich ihre strikte Weigerung, die schwülstigen Formen der heroischen und erhabenen Dichtung des Fin de siècle zu übernehmen.

## Neue dichterische Versuche
In denselben Jahren, als sich auf der Grundlage von Vitalismus und Individualismus ein aufständischer Zeitgeist entwickelte, der dazu neigte, im Schriftsteller und Intellektuellen den Hauptakteur der Zeitläufte und visionären Schöpfer der Zukunft zu sehen, unternahmen die Crepuscolari den gegenläufigen Versuch, die Rolle des Dichters abzuwerten und sein Werk nur als ein Teil in den größeren, kollektiven Entwürfen der Gesellschaft zu begreifen. Ihre dichterischen Versuche gingen von einer völligen Ablehnung des überkommenen Selbstverständnisses aus, nach dem das Schreiben – wie größtenteils bei den Zeitgenossen Giosuè Carducci, Gabriele D’Annunzio und Giovanni Pascoli – auch und vor allem ein soziales, bürgerliches und politisches Engagement bedeutete. Stattdessen griffen sie den eher unbedeutenden Realismus von Vittorio Betteloni, Lorenzo Stecchetti u. a. neu auf und orientierten sich am frühen Pascoli der Myricae (1891) sowie an D’Annunzios Poema paradisiaco (1893). Gleichzeitig machte sich in ihrer direkten, schmucklosen Sprache und ihrem Interesse an den einfachen Dingen des Alltags der Einfluss von Paul Verlaine und einiger anderer französischer und belgischer Dichter des Symbolismus bemerkbar (Jules Laforgue, Albert Samain, Francis Jammes, Georges Rodenbach und Maurice Maeterlinck). Dabei waren sie sich der Abgegriffenheit ihrer klassischen Vorbilder durchaus bewusst, denen sie gleichwohl treu blieben.

## Die Suche nach der Alltäglichkeit
Jedwede Projektion in die Zukunft wurde von den Crepuscolari mit Absicht vermieden, wodurch sie sich u. a. von der in ihrer Nachfolge stehenden Strömung des Futurismus unterscheiden. Anstatt die abstrakten Kräfte der Welt zu verherrlichen, erhoben sie das konkrete Alltagsleben in seinen schlichtesten und banalsten Aspekten zum Gegenstand ihrer Dichtung, bar jeglicher Zierden und gewichtiger Traditionen.
In dem melancholischen Bedürfnis, ihr subjektives Leid zu bekennen und den verloren gegangenen kulturellen Werten nachzutrauern, kamen die Vertreter sowohl der Turiner Gruppe um Guido Gozzano als auch ihres römischen Pendants um Sergio Corazzini überein. Ihre nie enden wollende Unzufriedenheit äußerte sich nicht in Aufruhr, sondern in der Suche nach den stillen Winkeln der Welt, den bekannten Zufluchtsorten der Seele.

## Themen der Dichtung
Als einer der ersten Vertreter der Strömung und Mitwirkender in der römischen Gruppe zählt Corrado Govoni 1904 in einem Brief an seinen Freund Gian Pietro Lucini die wichtigsten Themen des Crepuscolarismo exemplarisch auf: „die traurigen Dinge, die Wandermusik, von den Alten in Gaststätten gesungene Liebeslieder, die Gebete von Ordensschwestern, malerisch zerlumpte, kranke Bettler, Rekonvaleszenten, melancholische, abschiedsreiche Herbste, die nahezu bangen Frühlinge im Internat, magnetische Felder, Kirchen, in denen die Kerzen ungerührt weinen, sich entblätternde Rosen in den kleinen Altarnischen der verwaisten Straßen, auf denen das Gras wächst…“

## Die Sprache derCrepuscolari
Diesen desillusionierenden Inhalten entsprach auch die sprachliche Gestalt der sogenannten „Dämmerdichtung“, denn die Crepuscolari tendierten dazu, ihre Lyrik zur Prosa zu verkürzen: Sie bildeten Verse, die zwar einen poetischen Rhythmus wahrten, doch mit der herkömmlichen Metrik brachen und daher eher der ungebundenen Rede zuzuordnen sind. Ihr Verlangen nach einer nüchternen, prosaischen Sprache ohne irgendwelche höfischen oder klassizistischen Formen hatte nicht zuletzt zur Folge, dass sich der verso libero voll und ganz behaupten konnte.

## Vertreter
- Sandro Camasio (1884–1913)
- Carlo Chiaves (1883–1919)
- Guelfo Civinini (1873–1954)
- Sergio Corazzini (1886–1907)
- Corrado Govoni (1884–1965), nach 1910 Futurist
- Guido Gozzano (1883–1916)
- Gian Pietro Lucini (1867–1914)
- Fausto Maria Martini (1886–1931)
- Marino Moretti (1885–1979)
- Nino Oxilia (1889–1917)
- Aldo Palazzeschi (1885–1974), nach 1910 Futurist
- Carlo Vallini (1885–1920)